# Openfiler
Openfilerとは、NASとSANを実現するための、rPath Linuxをベースとして作られたオペレーティングシステムである。GPLに基づいたフリーソフトウエアであり、ソフトウェア・スタックのインタフェースはサードパーティーにより実装されているオープンソース・ソフトウェアである。

## 歴史
2001年にXinit Systems社のMukund Sivaramanが作成したプログラムコードが基となっており、2003年10月にオープンソース化された。最初の公式リリースは2004年5月である。

## ハードウエア要求仕様
- 最低要求水準：32ビットプロセッサ1GHz以上、512MBytes RAM、512MBytes swapパーティション、1GBytes rootパーティション
- 推奨水準：64ビットプロセッサ1.6GHz以上、1GBytes RAM、1GBytes swapパーティション、2GBytes rootパーティション, ハードウエアRAID

## 機能
Openfilerが実装している機能はCIFS / SMB、WebDAV、FTP、NFS、rsync、iSCSI（イニシエータ及びターゲット）である。また、アクセス制御に用いられるディレクトリサービスとしてNIS、LDAP（CIFS/SMBの暗号化パスワード対応）、Active Directoryがサポートされている。また、LDAPサーバ機能も実装している。